# Oliveri
Oliveri település Olaszországban, Szicília régióban, Messina megyében. Lakosainak száma 2086 fő (2023. január 1.). Oliveri Montalbano Elicona, Falcone és Patti községekkel határos.

## Népesség
A település lakossága az elmúlt években az alábbi módon változott:
| Lakosok száma | 2158 | 2138 | 2086 |
|               | 2017 | 2018 | 2023 |